# فرانك اكينز
فرانك اكينز (بالإنجليزية: Frank Akins)‏ هو لاعب كرة قدم أمريكية أمريكي، ولد في 31 مارس 1919 في دوتون في الولايات المتحدة، وتوفي في 6 يوليو 1992.

## وصلات خارجية
- فرانك اكينز على موقع كلية كرة السلة في سبورتس رفرنس.كوم (الإنجليزية)
- فرانك اكينز على موقع مرجع كرة القدم المحترفة.كوم (الإنجليزية)